# Liga Campionilor 1999-2000
Liga Campionilor 1999-2000 a fost cel de-al 45-lea sezon al UEFA Champions League, cea mai importantă competiție fotbalistică inter-cluburi din Europa. Competiția a fost câștigată de Real Madrid, care în finală a învins-o pe Valencia CF.

## Tururi preliminare

### Primul tur preliminar
| Echipa 1              | Scor gen. | Echipa 2        | Tur | Retur |
| --------------------- | --------- | --------------- | --- | ----- |
| ÍBV                   | 3-1       | KF Tirana       | 1-0 | 2-1   |
| Litex Lovech          | 5-0       | Glentoran       | 3-0 | 2-0   |
| Žalgiris Vilnius      | 5-0       | Araks Ararat    | 2-0 | 3-0   |
| HB Tórshavn           | 1-7       | Haka            | 1-1 | 0-6   |
| Partizan              | 10-1      | FC Flora        | 6-0 | 4-1   |
| Jeunesse Esch         | 0-10      | Skonto          | 0-2 | 0-8   |
| Sloga Jugomagnat      | (a)2-2    | Gäncä           | 1-0 | 1-2   |
| Barry Town            | 2-3       | Valletta        | 0-0 | 2-3   |
| St Patrick's Athletic | 0-10      | Zimbru Chișinău | 0-5 | 0-5   |

### Turul doi preliminar
| Echipa 1                | Scor gen. | Echipa 2          | Tur | Retur    |
| ----------------------- | --------- | ----------------- | --- | -------- |
| Rapid Viena             | 5-0       | Valletta          | 3-0 | 2-0      |
| Anorthosis Famagusta    | 3-2       | Slovan Bratislava | 2-1 | 1-1      |
| Partizan                | 6-1       | Rijeka            | 3-1 | 3-0      |
| CSKA Moscow             | 2-4       | Molde             | 2-0 | 0-4      |
| Litex Lovech            | 5-5(p)    | Widzew Łódź       | 4-1 | 1-4(aet) |
| Haka                    | 1-7       | Rangers           | 1-4 | 0-3      |
| Dinamo Tbilisi          | 2-3       | Zimbru Chișinău   | 2-1 | 0-2      |
| Dnepr-Transmash Mogilev | 0-3       | AIK               | 0-1 | 0-2      |
| Sloga Jugomagnat        | 0-2       | Brøndby           | 0-1 | 0-1      |
| Rapid București         | 4-5       | Skonto            | 3-3 | 1-2      |
| Beșiktaș                | 1-1(a)    | Hapoel Haifa      | 1-1 | 0-0      |
| Dinamo Kiev             | 3-0       | Žalgiris Vilnius  | 2-0 | 1-0      |
| ÍBV                     | 1-5       | MTK Hungária      | 0-2 | 1-3      |
| Maribor                 | 5-4       | Genk              | 5-1 | 0-3      |

### Turul trei preliminar
| Echipa 1        | Scor gen. | Echipa 2             | Tur | Retur    |
| --------------- | --------- | -------------------- | --- | -------- |
| Zimbru Chișinău | 0-2       | PSV Eindhoven        | 0-0 | 0-2      |
| Spartak Moscova | 5-1       | Partizan             | 2-0 | 3-1      |
| Chelsea         | 3-0       | Skonto               | 3-0 | 0-0      |
| Rapid Viena     | 0-4       | Galatasaray          | 0-3 | 0-1      |
| Fiorentina      | 5-1       | Widzew Łódź          | 3-1 | 2-0      |
| Aalborg BK      | 3-4       | Dinamo Kiev          | 1-2 | 2-2      |
| Rangers         | 2-1       | Parma                | 2-0 | 0-1      |
| Brøndby         | 3-6       | Boavista             | 1-2 | 2-4(aet) |
| AEK Atena       | 0-1       | AIK                  | 0-0 | 0-1      |
| Hapoel Haifa    | 0-4       | Valencia             | 0-2 | 0-2      |
| Hertha Berlin   | 2-0       | Anorthosis Famagusta | 2-0 | 0-0      |
| Sturm Graz      | 4-3       | Servette             | 2-1 | 2-2      |
| Molde           | (a)1-1    | Mallorca             | 0-0 | 1-1      |
| Lyon            | 0-3       | Maribor              | 0-1 | 0-2      |
| Croatia Zagreb  | 2-0       | MTK Hungária         | 0-0 | 2-0      |
| Teplice         | 0-2       | Borussia Dortmund    | 0-1 | 0-1      |

## Prima fază a grupelor
16 echipă învingătoare din turul trei preliminar, plus 10 campioane din țările clasate pe locurile 1-10 și 6 vicecampioane din țările clasate pe locurile 1-6 au fost distribuite în 8 grupe câte 4 echipe fiecare. Primele 2 echipe din fiece grupă acced în a doua fază a grupelor, cele clasate pe locul trei acced în turul 3 al Cupei UEFA.
| Legendă                                                                                 |
| --------------------------------------------------------------------------------------- |
| Echipele ce acced în a doua fază a grupelor sunt marcate cu bold                        |
| Echipele ce merg în Cupa UEFA sunt marcate cu bold italic                               |
| Echipele eliminate definitiv din acest sezon al cupelor europene sunt marcate cu italic |

### Grupa A
| Echipa      | MJ | V | E | Î | GM | GP | GD  | Pct |
| ----------- | -- | - | - | - | -- | -- | --- | --- |
| Lazio       | 6  | 4 | 2 | 0 | 13 | 3  | +10 | 14  |
| Dinamo Kiev | 6  | 2 | 1 | 3 | 8  | 8  | 0   | 7   |
| Leverkusen  | 6  | 1 | 4 | 1 | 7  | 7  | 0   | 7   |
| Maribor     | 6  | 1 | 1 | 4 | 2  | 12 | -10 | 4   |

| Bayer Leverkusen | 1 – 1    | Lazio          |
| ---------------- | -------- | -------------- |
| Neuville 11'     | (Report) | Mihajlović 14' |

| Dinamo Kiev | 0 – 1    | Maribor      |
| ----------- | -------- | ------------ |
|             | (Report) | Šimundža 73' |

| Maribor | 0 – 2    | Bayer Leverkusen           |
| ------- | -------- | -------------------------- |
|         | (Report) | Živković 82' Kirsten 90+3' |

| Lazio               | 2 – 1    | Dinamo Kiev |
| ------------------- | -------- | ----------- |
| Negro 70' Salas 72' | (Report) | Rebrov 68'  |

| Lazio                                   | 4 – 0    | Maribor |
| --------------------------------------- | -------- | ------- |
| Inzaghi 60' Conceição 62' Salas 71' 76' | (Report) |         |

| Bayer Leverkusen | 1 – 1    | Dinamo Kiev |
| ---------------- | -------- | ----------- |
| Kirsten 52'      | (Report) | Husin 71'   |

| Maribor | 0 – 4    | Lazio                                        |
| ------- | -------- | -------------------------------------------- |
|         | (Report) | Mihajlović 36' Inzaghi 50' 74' Stanković 63' |

| Dinamo Kiev                                      | 4 – 2    | Bayer Leverkusen         |
| ------------------------------------------------ | -------- | ------------------------ |
| Kosovsky 4' Rebrov 21' Shatskikh 36' Holovko 61' | (Report) | Kirsten 12' Neuville 49' |

| Lazio     | 1 – 1    | Bayer Leverkusen |
| --------- | -------- | ---------------- |
| Nedvěd 1' | (Report) | Kirsten 44'      |

| Maribor     | 1 – 2    | Dinamo Kiev           |
| ----------- | -------- | --------------------- |
| Balajić 50' | (Report) | Rebrov 37' 84' (pen.) |

| Bayer Leverkusen | 0 – 0    | Maribor |
| ---------------- | -------- | ------- |
|                  | (Report) |         |

| Dinamo Kiev | 0 – 1    | Lazio              |
| ----------- | -------- | ------------------ |
|             | (Report) | Mamedov 18' (o.g.) |

### Grupa B
| Echipa     | MJ | V | E | Î | GM | GP | GD  | Pct |
| ---------- | -- | - | - | - | -- | -- | --- | --- |
| Barcelona  | 6  | 4 | 2 | 0 | 19 | 9  | +10 | 14  |
| Fiorentina | 6  | 2 | 3 | 1 | 9  | 7  | +2  | 9   |
| Arsenal    | 6  | 2 | 2 | 2 | 9  | 9  | 0   | 8   |
| AIK Solna  | 6  | 0 | 1 | 5 | 4  | 16 | -12 | 1   |

| Fiorentina | 0 – 0    | Arsenal |
| ---------- | -------- | ------- |
|            | (Report) |         |

| AIK           | 1 – 2    | Barcelona                    |
| ------------- | -------- | ---------------------------- |
| Novaković 72' | (Report) | Abelardo 86' D. García 90+3' |

| Arsenal                               | 3 – 1    | AIK        |
| ------------------------------------- | -------- | ---------- |
| Ljungberg 28' Henry 90+1' Šuker 90+3' | (Report) | Nordin 53' |

| Barcelona                                       | 4 – 2    | Fiorentina               |
| ----------------------------------------------- | -------- | ------------------------ |
| Figo 7' Luis Enrique 10' Rivaldo 68' (pen.) 70' | (Report) | Batistuta 50' Chiesa 79' |

| Barcelona        | 1 – 1    | Arsenal  |
| ---------------- | -------- | -------- |
| Luis Enrique 16' | (Report) | Kanu 81' |

| AIK | 0 – 0    | Fiorentina |
| --- | -------- | ---------- |
|     | (Report) |            |

| Fiorentina                        | 3 – 0    | AIK |
| --------------------------------- | -------- | --- |
| Batistuta 5' Chiesa 32' Balbo 86' | (Report) |     |

| Arsenal                   | 2 – 4    | Barcelona                                             |
| ------------------------- | -------- | ----------------------------------------------------- |
| Bergkamp 44' Overmars 85' | (Report) | Rivaldo 15' (pen.) Luis Enrique 16' Figo 56' Cocu 70' |

| Arsenal | 0 – 1    | Fiorentina    |
| ------- | -------- | ------------- |
|         | (Report) | Batistuta 75' |

| Barcelona                                      | 5 – 0    | AIK |
| ---------------------------------------------- | -------- | --- |
| Kluivert 15' 33' Zenden 43' Gabri 53' Déhu 56' | (Report) |     |

| Fiorentina                | 3 – 3    | Barcelona                |
| ------------------------- | -------- | ------------------------ |
| Bressan 14' Balbo 56' 69' | (Report) | Figo 20' Rivaldo 43' 74' |

| AIK                  | 2 – 3    | Arsenal                    |
| -------------------- | -------- | -------------------------- |
| A. Andersson 41' 68' | (Report) | Overmars 17' 52' Šuker 56' |

### Grupa C
| Echipa    | MJ | V | E | Î | GM | GP | GD | Pct |
| --------- | -- | - | - | - | -- | -- | -- | --- |
| Rosenborg | 6  | 3 | 2 | 1 | 12 | 5  | +7 | 11  |
| Feyenoord | 6  | 1 | 5 | 0 | 7  | 6  | +1 | 8   |
| Dortmund  | 6  | 1 | 3 | 2 | 7  | 9  | -2 | 6   |
| Boavista  | 6  | 1 | 2 | 3 | 4  | 10 | -6 | 5   |

| 14 septembrie 1999 |     |                   |                    |
| Boavista           | 0–3 | Rosenborg         | Estádio do Bessa   |
| Feyenoord          | 1–1 | Borussia Dortmund | Feijenoord Stadion |
| 22 septembrie 1999 |     |                   |                    |
| Borussia Dortmund  | 3–1 | Boavista          | Westfalenstadion   |
| Rosenborg          | 2–2 | Feyenoord         | Lerkendal Stadion  |
| 29 septembrie 1999 |     |                   |                    |
| Boavista           | 1–1 | Feyenoord         | Estádio do Bessa   |
| Rosenborg          | 2–2 | Borussia Dortmund | Lerkendal Stadion  |
| 19 octombrie 1999  |     |                   |                    |
| Borussia Dortmund  | 0–3 | Rosenborg         | Westfalenstadion   |
| Feyenoord          | 1–1 | Boavista          | Feijenoord Stadion |
| 27 octombrie 1999  |     |                   |                    |
| Rosenborg          | 2–0 | Boavista          | Lerkendal Stadion  |
| Borussia Dortmund  | 1–1 | Feyenoord         | Westfalenstadion   |
| 2 noiembrie 1999   |     |                   |                    |
| Boavista           | 1–0 | Borussia Dortmund | Estádio do Bessa   |
| Feyenoord          | 1–0 | Rosenborg         | Feijenoord Stadion |

### Grupa D
| Echipa            | MJ | V | E | Î | GM | GP | GD | Pct |
| ----------------- | -- | - | - | - | -- | -- | -- | --- |
| Manchester United | 6  | 4 | 1 | 1 | 9  | 4  | +5 | 13  |
| Marseille         | 6  | 3 | 1 | 2 | 10 | 8  | +2 | 10  |
| Sturm Graz        | 6  | 2 | 0 | 4 | 5  | 12 | -7 | 6   |
| Dinamo Zagreb     | 6  | 1 | 2 | 3 | 7  | 7  | 0  | 5   |

| 14 septembrie 1999 |     |                   |                               |
| Manchester United  | 0–0 | Dinamo Zagreb     | Old Trafford                  |
| Marseille          | 2–0 | Sturm Graz        | Stade Vélodrome               |
| 22 septembrie 1999 |     |                   |                               |
| Sturm Graz         | 0–3 | Manchester United | Arnold-Schwarzenegger-Stadion |
| Dinamo Zagreb      | 1–2 | Marseille         | Maksimir Stadium              |
| 29 septembrie 1999 |     |                   |                               |
| Manchester United  | 2–1 | Marseille         | Old Trafford                  |
| Dinamo Zagreb      | 3–0 | Sturm Graz        | Maksimir Stadium              |
| 19 octombrie 1999  |     |                   |                               |
| Sturm Graz         | 1–0 | Dinamo Zagreb     | Arnold-Schwarzenegger-Stadion |
| Marseille          | 1–0 | Manchester United | Stade Vélodrome               |
| 27 octombrie 1999  |     |                   |                               |
| Dinamo Zagreb      | 1–2 | Manchester United | Maksimir Stadium              |
| Sturm Graz         | 3–2 | Marseille         | Arnold-Schwarzenegger-Stadion |
| 2 noiembrie 1999   |     |                   |                               |
| Manchester United  | 2–1 | Sturm Graz        | Old Trafford                  |
| Marseille          | 2–2 | Dinamo Zagreb     | Stade Vélodrome               |

### Grupa E
| Echipa      | MJ | V | E | Î | GM | GP | GD | Pct |
| ----------- | -- | - | - | - | -- | -- | -- | --- |
| Real Madrid | 6  | 4 | 1 | 1 | 15 | 7  | +8 | 13  |
| Porto       | 6  | 4 | 0 | 2 | 9  | 6  | +3 | 12  |
| Olympiacos  | 6  | 2 | 1 | 3 | 9  | 12 | -3 | 7   |
| Molde       | 6  | 1 | 0 | 5 | 6  | 14 | -8 | 3   |

| Molde | 0–1    | Porto    |
| ----- | ------ | -------- |
|       | Report | Deco 89' |

| Olympiacos                    | 3–3    | Real Madrid                           |
| ----------------------------- | ------ | ------------------------------------- |
| Giovanni 11', 64' Zahovič 67' | Report | Sávio 24' Roberto Carlos 32' Raúl 80' |

| Porto                     | 2–0    | Olympiacos |
| ------------------------- | ------ | ---------- |
| Esquerdinha 6' Jardel 47' | Report |            |

| Real Madrid                                  | 4–1    | Molde       |
| -------------------------------------------- | ------ | ----------- |
| Morientes 27' Sávio 60', 70' (pen.) Guti 81' | Report | Lindbæk 80' |

| Real Madrid                                  | 3–1    | Porto      |
| -------------------------------------------- | ------ | ---------- |
| Morientes 23' Helguera 37' Hierro 68' (pen.) | Report | Jardel 24' |

| Olympiacos                    | 3–1    | Molde    |
| ----------------------------- | ------ | -------- |
| Giovanni 16', 70' Luciano 77' | Report | Lund 58' |

| Porto           | 2–1    | Real Madrid      |
| --------------- | ------ | ---------------- |
| Jardel 13', 35' | Report | Peixe 68' (o.g.) |

| Molde                    | 3–2    | Olympiacos                   |
| ------------------------ | ------ | ---------------------------- |
| Lund 54', 59' Hestad 72' | Report | Mavrogenidis 36' Zahovič 40' |

| Porto                   | 3–1    | Molde      |
| ----------------------- | ------ | ---------- |
| Deco 1', 28' Jardel 58' | Report | Hestad 82' |

| Real Madrid                               | 3–0    | Olympiacos |
| ----------------------------------------- | ------ | ---------- |
| Raúl 21' Morientes 64' Roberto Carlos 83' | Report |            |

| Molde | 0–1    | Real Madrid  |
| ----- | ------ | ------------ |
|       | Report | Karembeu 42' |

| Olympiacos         | 1–0    | Porto |
| ------------------ | ------ | ----- |
| Giannakopoulos 56' | Report |       |

### Grupa F
| Echipa   | MJ | V | E | Î | GM | GP | GD | Pct |
| -------- | -- | - | - | - | -- | -- | -- | --- |
| Valencia | 6  | 3 | 3 | 0 | 8  | 4  | +4 | 12  |
| Bayern   | 6  | 2 | 3 | 1 | 7  | 6  | +1 | 9   |
| Rangers  | 6  | 2 | 1 | 3 | 7  | 7  | 0  | 7   |
| PSV      | 6  | 1 | 1 | 4 | 5  | 10 | -5 | 4   |

| Bayern München       | 2 – 1  | PSV          |
| -------------------- | ------ | ------------ |
| Paulo Sérgio 11' 69' | Raport | Chochlow 59' |

| 14 septembrie 1999 |     |                |                 |
| Valencia           | 2–0 | Rangers        | Mestalla        |
| 22 septembrie 1999 |     |                |                 |
| Rangers            | 1–1 | Bayern München | Ibrox Stadium   |
| PSV                | 1–1 | Valencia       | Philips Stadion |

| Bayern München | 1 – 1  | Valencia     |
| -------------- | ------ | ------------ |
| Elber 6'       | Raport | G. López 80' |

| 29 septembrie 1999 |     |                |                 |
| PSV                | 0–1 | Rangers        | Philips Stadion |
| 19 octombrie 1999  |     |                |                 |
| Rangers            | 4–1 | PSV            | Ibrox Stadium   |
| Valencia           | 1–1 | Bayern München | Mestalla        |
| 27 octombrie 1999  |     |                |                 |
| Rangers            | 1–2 | Valencia       | Ibrox Stadium   |
| PSV                | 2–1 | Bayern München | Philips Stadion |
| 2 noiembrie 1999   |     |                |                 |
| Valencia           | 1–0 | PSV            | Mestalla        |

| Bayern München | 1 – 0  | Rangers |
| -------------- | ------ | ------- |
| Strunz 33'     | Raport |         |

### Grupa G
| Echipa       | MJ | V | E | Î | GM | GP | GD | Pct |
| ------------ | -- | - | - | - | -- | -- | -- | --- |
| Sparta Praga | 6  | 3 | 3 | 0 | 14 | 6  | +8 | 12  |
| Bordeaux     | 6  | 3 | 3 | 0 | 7  | 4  | +3 | 12  |
| Spartak Mos. | 6  | 1 | 2 | 3 | 9  | 12 | -3 | 5   |
| Willem II    | 6  | 0 | 2 | 4 | 7  | 15 | -8 | 2   |

| 14 septembrie 1999 |     |                 |                   |
| Sparta Praga       | 0–0 | Bordeaux        | Toyota Arena      |
| Willem II          | 1–3 | Spartak Moscova | Willem II Stadion |
| 22 septembrie 1999 |     |                 |                   |
| Spartak Moscova    | 1–1 | Sparta Praga    | Stadionul Lujniki |
| Bordeaux           | 3–2 | Willem II       | Parc Lescure      |
| 29 septembrie 1999 |     |                 |                   |
| Bordeaux           | 2–1 | Spartak Moscova | Parc Lescure      |
| Sparta Praga       | 4–0 | Willem II       | Toyota Arena      |
| 19 octombrie 1999  |     |                 |                   |
| Spartak Moscova    | 1–2 | Bordeaux        | Stadionul Lujniki |
| Willem II          | 3–4 | Sparta Praga    | Willem II Stadion |
| 27 octombrie 1999  |     |                 |                   |
| Spartak Moscova    | 1–1 | Willem II       | Stadionul Lujniki |
| Bordeaux           | 0–0 | Sparta Praga    | Parc Lescure      |
| 2 noiembrie 1999   |     |                 |                   |
| Sparta Praga       | 5–2 | Spartak Moscova | Toyota Arena      |
| Willem II          | 0–0 | Bordeaux        | Willem II Stadion |

### Grupa H
| Echipa        | MJ | V | E | Î | GM | GP | GD | Pct |
| ------------- | -- | - | - | - | -- | -- | -- | --- |
| Chelsea       | 6  | 3 | 2 | 1 | 10 | 3  | +7 | 11  |
| Hertha Berlin | 6  | 2 | 2 | 2 | 7  | 10 | -3 | 8   |
| Galatasaray   | 6  | 2 | 1 | 3 | 10 | 13 | -3 | 7   |
| Milan         | 6  | 1 | 3 | 2 | 6  | 7  | -1 | 6   |

| 14 septembrie 1999 |     |               |                              |
| Chelsea            | 0–0 | Milan         | Stamford Bridge              |
| Galatasaray        | 2–2 | Hertha Berlin | Ali Sami Yen Stadium         |
| 22 septembrie 1999 |     |               |                              |
| Hertha Berlin      | 2–1 | Chelsea       | Stadionul Olimpic din Berlin |
| Milan              | 2–1 | Galatasaray   | Stadio Giuseppe Meazza       |
| 29 septembrie 1999 |     |               |                              |
| Chelsea            | 1–0 | Galatasaray   | Stamford Bridge              |
| Milan              | 1–1 | Hertha Berlin | Stadio Giuseppe Meazza       |
| 19 octombrie 1999  |     |               |                              |
| Hertha Berlin      | 1–0 | Milan         | Stadionul Olimpic din Berlin |
| Galatasaray        | 0–5 | Chelsea       | Ali Sami Yen Stadium         |
| 27 octombrie 1999  |     |               |                              |
| Milan              | 1–1 | Chelsea       | Stadio Giuseppe Meazza       |
| Hertha Berlin      | 1–4 | Galatasaray   | Stadionul Olimpic din Berlin |
| 2 noiembrie 1999   |     |               |                              |
| Chelsea            | 2–0 | Hertha Berlin | Stamford Bridge              |
| Galatasaray        | 3–2 | Milan         | Ali Sami Yen Stadium         |

## A doua fază a grupelor

### Grupa A
| Echipa        | MJ | V | E | Î | GM | GP | GD  | Pct |
| ------------- | -- | - | - | - | -- | -- | --- | --- |
| Barcelona     | 6  | 5 | 1 | 0 | 17 | 5  | +12 | 16  |
| Porto         | 6  | 3 | 1 | 2 | 8  | 8  | 0   | 10  |
| Sparta Praga  | 6  | 1 | 2 | 3 | 5  | 12 | -7  | 5   |
| Hertha Berlin | 6  | 0 | 2 | 4 | 3  | 8  | -5  | 2   |

| 23 noiembrie 1999 |     |               |                              |
| Hertha Berlin     | 1–1 | Barcelona     | Stadionul Olimpic din Berlin |
| Sparta Praga      | 0–2 | Porto         | Toyota Arena                 |
| 8 decembrie 1999  |     |               |                              |
| Porto             | 1–0 | Hertha Berlin | Estádio das Antas            |
| Barcelona         | 5–0 | Sparta Praga  | Camp Nou                     |
| 1 martie 2000     |     |               |                              |
| Barcelona         | 4–2 | Porto         | Camp Nou                     |
| Hertha Berlin     | 1–1 | Sparta Praga  | Stadionul Olimpic din Berlin |
| 7 martie 2000     |     |               |                              |
| Porto             | 0–2 | Barcelona     | Estádio das Antas            |
| Sparta Praga      | 1–0 | Hertha Berlin | Toyota Arena                 |
| 15 martie 2000    |     |               |                              |
| Porto             | 2–2 | Sparta Praga  | Estádio das Antas            |
| Barcelona         | 3–1 | Hertha Berlin | Camp Nou                     |
| 21 martie 2000    |     |               |                              |
| Sparta Praga      | 1–2 | Barcelona     | Toyota Arena                 |
| Hertha Berlin     | 0–1 | Porto         | Stadionul Olimpic din Berlin |

### Grupa B
| Echipa            | MJ | V | E | Î | GM | GP | GD | Pct |
| ----------------- | -- | - | - | - | -- | -- | -- | --- |
| Manchester United | 6  | 4 | 1 | 1 | 10 | 4  | +6 | 13  |
| Valencia          | 6  | 3 | 1 | 2 | 9  | 5  | +4 | 10  |
| Fiorentina        | 6  | 2 | 2 | 2 | 7  | 8  | -1 | 8   |
| Bordeaux          | 6  | 0 | 2 | 4 | 5  | 14 | -9 | 2   |

| Fiorentina              | 2 – 0    | Manchester United |
| ----------------------- | -------- | ----------------- |
| Batistuta 24' Balbo 52' | (Report) |                   |

| Valencia                          | 3 – 0    | Bordeaux |
| --------------------------------- | -------- | -------- |
| Farinós 60' Ilie 68' González 90' | (Report) |          |

| 8 decembrie 1999  |     |                   |                        |
| Manchester United | 3–0 | Valencia          | Old Trafford           |
| Bordeaux          | 0–0 | Fiorentina        | Parc Lescure           |
| 1 martie 2000     |     |                   |                        |
| Manchester United | 2–0 | Bordeaux          | Old Trafford           |
| Fiorentina        | 1–0 | Valencia          | Stadio Artemio Franchi |
| 7 martie 2000     |     |                   |                        |
| Bordeaux          | 1–2 | Manchester United | Parc Lescure           |
| Valencia          | 2–0 | Fiorentina        | Mestalla               |
| 15 martie 2000    |     |                   |                        |
| Manchester United | 3–1 | Fiorentina        | Old Trafford           |
| Bordeaux          | 1–4 | Valencia          | Parc Lescure           |
| 21 martie 2000    |     |                   |                        |
| Fiorentina        | 3–3 | Bordeaux          | Stadio Artemio Franchi |
| Valencia          | 0–0 | Manchester United | Mestalla               |

### Grupa C
| Echipa      | MJ | V | E | Î | GM | GP | GD | Pct |
| ----------- | -- | - | - | - | -- | -- | -- | --- |
| Bayern      | 6  | 4 | 1 | 1 | 13 | 8  | +5 | 13  |
| Real Madrid | 6  | 3 | 1 | 2 | 11 | 12 | -1 | 10  |
| Dinamo Kiev | 6  | 3 | 1 | 2 | 10 | 8  | +2 | 10  |
| Rosenborg   | 6  | 0 | 1 | 5 | 5  | 11 | -6 | 1   |

| 23 noiembrie 1999 |     |             |                  |
| Dinamo Kiev       | 1–2 | Real Madrid | Stadionul Dinamo |

| Rosenborg       | 1 – 1  | Bayern München |
| --------------- | ------ | -------------- |
| Skammelsrud 47' | Raport | Jancker 6'     |

| Bayern München              | 2 – 1  | Dinamo Kiev |
| --------------------------- | ------ | ----------- |
| Jancker 6' Paulo Sérgio 80' | Raport | Rebrov 50'  |

| 8 decembrie 1999 |     |           |                   |
| Real Madrid      | 3–1 | Rosenborg | Santiago Bernabéu |
| 1 martie 2000    |     |           |                   |
| Dinamo Kiev      | 2–1 | Rosenborg | Stadionul Dinamo  |

| Real Madrid            | 2 – 4  | Bayern München                                     |
| ---------------------- | ------ | -------------------------------------------------- |
| Morientes 25' Raúl 48' | Raport | Scholl 21' Effenberg 24' Fink 39' Paulo Sérgio 67' |

| Bayern München                      | 4 – 1  | Real Madrid  |
| ----------------------------------- | ------ | ------------ |
| Scholl 4' Elber 30' Zickler 79' 90' | Raport | Helguera 50' |

| 7 martie 2000  |     |             |                   |
| Rosenborg      | 1–2 | Dinamo Kiev | Lerkendal Stadion |
| 15 martie 2000 |     |             |                   |
| Real Madrid    | 2–2 | Dinamo Kiev | Santiago Bernabéu |

| Bayern München              | 2 – 1  | Rosenborg |
| --------------------------- | ------ | --------- |
| Scholl 11' Paulo Sérgio 40' | Raport | Carew 64' |

| Dinamo Kiev                | 2 – 0  | Bayern München |
| -------------------------- | ------ | -------------- |
| Kaladze 34' Demetradze 71' | Raport |                |

| Rosenborg | 0–1 | Real Madrid | Lerkendal Stadion |

### Grupa D
| Echipa    | MJ | V | E | Î | GM | GP | GD | Pct |
| --------- | -- | - | - | - | -- | -- | -- | --- |
| Lazio     | 6  | 3 | 2 | 1 | 10 | 4  | +6 | 11  |
| Chelsea   | 6  | 3 | 1 | 2 | 8  | 5  | +3 | 10  |
| Feyenoord | 6  | 2 | 2 | 2 | 7  | 7  | 0  | 8   |
| Marseille | 6  | 1 | 1 | 4 | 2  | 11 | -9 | 4   |

| 23 noiembrie 1999 |     |           |                    |
| Chelsea           | 3–1 | Feyenoord | Stamford Bridge    |
| Marseille         | 0–2 | Lazio     | Stade Vélodrome    |
| 8 decembrie 1999  |     |           |                    |
| Feyenoord         | 3–0 | Marseille | Feijenoord Stadion |
| Lazio             | 0–0 | Chelsea   | Stadio Olimpico    |
| 1 martie 2000     |     |           |                    |
| Lazio             | 1–2 | Feyenoord | Stadio Olimpico    |
| Marseille         | 1–0 | Chelsea   | Stade Vélodrome    |
| 7 martie 2000     |     |           |                    |
| Chelsea           | 1–0 | Marseille | Stamford Bridge    |
| Feyenoord         | 0–0 | Lazio     | Feijenoord Stadion |
| 15 martie 2000    |     |           |                    |
| Lazio             | 5–1 | Marseille | Stadio Olimpico    |
| Feyenoord         | 1–3 | Chelsea   | Feijenoord Stadion |
| 21 martie 2000    |     |           |                    |
| Chelsea           | 1–2 | Lazio     | Stamford Bridge    |
| Marseille         | 0–0 | Feyenoord | Stade Vélodrome    |

### Tablou
|  | Quarter-finals | Quarter-finals    | Quarter-finals | Quarter-finals | Quarter-finals |   |        | Semi-finals | Semi-finals | Semi-finals | Semi-finals | Semi-finals |  |  | Final | Final | Final | Final | Final |  |
|  |                |                   |                |                |                |   |        |             |             |             |             |             |  |  |       |       |       |       |       |  |
|  | Spania         | Real Madrid       | 0              | 3              | 3              |   |        |             |             |             |             |             |  |  |       |       |       |       |       |  |
|  | Spania         | Real Madrid       | 0              | 3              | 3              |   |        |             |             |             |             |             |  |  |       |       |       |       |       |  |
|  | Anglia         | Manchester United | 0              | 2              | 2              |   |        |             |             |             |             |             |  |  |       |       |       |       |       |  |
|  | Anglia         | Manchester United | 0              | 2              | 2              |   | Spania | Real Madrid | 2           | 1           | 3           |             |  |  |       |       |       |       |       |  |
|  |                |                   |                |                |                |   | Spania | Real Madrid | 2           | 1           | 3           |             |  |  |       |       |       |       |       |  |
|  |                |                   | Germania       | Bayern München | 0              | 2 | 2      |             |             |             |             |             |  |  |       |       |       |       |       |  |
|  | Portugalia     | Porto             | Germania       | Bayern München | 0              | 2 | 2      | 1           | 1           | 2           |             |             |  |  |       |       |       |       |       |  |
|  | Portugalia     | Porto             |                |                |                |   |        |             |             | 2           |             |             |  |  |       |       |       |       |       |  |
|  | Germania       | Bayern München    | 1              | 2              | 3              |   |        |             |             |             |             |             |  |  |       |       |       |       |       |  |
|  | Germania       | Bayern München    | 1              | 2              | 3              |   | Spania | Real Madrid | -           | 3           | 3           |             |  |  |       |       |       |       |       |  |
|  |                |                   |                |                |                |   |        |             |             |             |             |             |  |  |       |       |       |       |       |  |
|  |                |                   | Spania         | Valencia       | -              | 0 | 0      |             |             |             |             |             |  |  |       |       |       |       |       |  |
|  | Spania         | Valencia          | Spania         | Valencia       | -              | 0 | 0      | 5           | 0           | 5           |             |             |  |  |       |       |       |       |       |  |
|  | Spania         | Valencia          |                |                |                |   |        |             |             | 5           |             |             |  |  |       |       |       |       |       |  |
|  | Italia         | Lazio             | 2              | 1              | 3              |   |        |             |             |             |             |             |  |  |       |       |       |       |       |  |
|  | Italia         | Lazio             | 2              | 1              | 3              |   | Spania | Valencia    | 4           | 1           | 5           |             |  |  |       |       |       |       |       |  |
|  |                |                   |                |                |                |   | Spania | Valencia    | 4           | 1           | 5           |             |  |  |       |       |       |       |       |  |
|  |                |                   | Spania         | Barcelona      | 1              | 2 | 3      |             |             |             |             |             |  |  |       |       |       |       |       |  |
|  | Anglia         | Chelsea           | Spania         | Barcelona      | 1              | 2 | 3      | 3           | 1           | 4           |             |             |  |  |       |       |       |       |       |  |
|  | Anglia         | Chelsea           |                |                |                |   |        |             |             | 4           |             |             |  |  |       |       |       |       |       |  |
|  | Spania         | Barcelona (aet)   | 1              | 5              | 6              |   |        |             |             |             |             |             |  |  |       |       |       |       |       |  |

## Sferturi de finală
| Echipa 1    | Scor gen. | Echipa 2          | Tur | Retur    |
| ----------- | --------- | ----------------- | --- | -------- |
| Real Madrid | 3-2       | Manchester United | 0-0 | 3-2      |
| Porto       | 2-3       | Bayern München    | 1-1 | 1-2      |
| Chelsea     | 4-6       | Barcelona         | 3-1 | 1-5(aet) |
| Valencia    | 5-3       | Lazio             | 5-2 | 0-1      |

### Prima manșă
| Porto      | 1 – 1    | Bayern München   |
| ---------- | -------- | ---------------- |
| Jardel 47' | (Report) | Paulo Sérgio 80' |

| Real Madrid | 0 – 0    | Manchester United |
| ----------- | -------- | ----------------- |
|             | (Report) |                   |

| Valencia                                   | 5 – 2    | Lazio                 |
| ------------------------------------------ | -------- | --------------------- |
| Angulo 2' G. López 4' 40' 80' C. López 91' | (Report) | Inzaghi 28' Salas 87' |

| Chelsea              | 3 – 1    | Barcelona |
| -------------------- | -------- | --------- |
| Zola 30' Flo 34' 38' | (Report) | Figo 64'  |

### Manșa secundă
| Barcelona                                                   | 5 – 1 (a.e.t.) | Chelsea |
| ----------------------------------------------------------- | -------------- | ------- |
| Rivaldo 24' 99' (pen.) Figo 45' D. García 83' Kluivert 104' | (Report)       | Flo 60' |

| Lazio     | 1 – 0    | Valencia |
| --------- | -------- | -------- |
| Verón 52' | (Report) |          |

| Manchester United              | 2 – 3    | Real Madrid                   |
| ------------------------------ | -------- | ----------------------------- |
| Beckham 64' Scholes 88' (pen.) | (Report) | Keane 21' (o.g.) Raúl 50' 52' |

| Bayern München               | 2 – 1    | Porto      |
| ---------------------------- | -------- | ---------- |
| Paulo Sérgio 15' Linke 90+3' | (Report) | Jardel 90' |

## Semifinale
| Echipa 1    | Scor gen. | Echipa 2       | Tur | Retur |
| ----------- | --------- | -------------- | --- | ----- |
| Valencia    | 5-3       | Barcelona      | 4-1 | 1-2   |
| Real Madrid | 3-2       | Bayern München | 2-0 | 1-2   |

### Prima manșă
| Valencia                                          | 4 – 1    | Barcelona             |
| ------------------------------------------------- | -------- | --------------------- |
| Angulo 10' 43' Mendieta 47' (pen.) C. López 90+2' | (Report) | Pellegrino 27' (o.g.) |

| Real Madrid                   | 2 – 0    | Bayern München |
| ----------------------------- | -------- | -------------- |
| Anelka 4' Jeremies 33' (o.g.) | (Report) |                |

### Manșa secundă
| Bayern München        | 2 – 1    | Real Madrid |
| --------------------- | -------- | ----------- |
| Jancker 12' Elber 54' | (Report) | Anelka 31'  |

| Barcelona                 | 2 – 1    | Valencia     |
| ------------------------- | -------- | ------------ |
| F. de Boer 78' Cocu 90+2' | (Report) | Mendieta 69' |

## Finala
| Real Madrid                          | 3 – 0  | Valencia |
| ------------------------------------ | ------ | -------- |
| Morientes 39' McManaman 67' Raúl 75' | Raport |          |

| Câștigătoarea UEFA Champions League 1999-2000 |
| --------------------------------------------- |
| Spania                                        |
| Real Madrid C.F. Al 8-lea titlu               |